# Simplicia obscura
Simplicia obscura là một loài bướm đêm trong họ Noctuidae.